# Nédonchel
Nédonchel is een gemeente in het Franse departement Pas-de-Calais (regio Hauts-de-France) en telt 231 inwoners (2004). De plaats maakt deel uit van het arrondissement Arras.

## Geografie
De oppervlakte van Nédonchel bedraagt 3,9 km², de bevolkingsdichtheid is 59,2 inwoners per km².
De onderstaande kaart toont de ligging van Nédonchel met de belangrijkste infrastructuur en aangrenzende gemeenten.

## Demografie
Onderstaande figuur toont het verloop van het inwonertal (bron: INSEE-tellingen).